# 傅伏爱
傅伏爱（？—645年），唐朝将领，江夏王李道宗的部下。
645年，唐太宗征讨高句丽，李道宗在安市城的东南筑土山攻城。60天后，土山高到已可看到安市城里。傅伏爱登上了土山顶。一天，土山倒塌在安市城墙上。安市城墙也倒塌。傅伏爱擅离职守，高句丽军趁乱占领了土山，并使土山成为安市城防的屏障。唐太宗大怒，公开处死傅伏爱。